# Asurnadinsumi
Assur-nadin-shumi, rey de Babilonia (699 a. C. - 694 a. C.) y príncipe real asirio.

## Biografía
Rey de la X dinastía de Babilonia, era el hijo mayor del Rey de Asiria, Senaquerib, quien lo colocó en el trono en sustitución del caldeo Bel-ibni, a quien el monarca asirio consideraba ineficaz. En su sexto año de reinado, mientras Senaquerib se hallaba ocupado en el sur combatiendo al rebelde Mushezib-Marduk, el rey elamita Khallushu-inshushinak aprovechó para atacar desde el norte del reino babilónico, saquear Sippar y capturar a Assur-nadin-shumi, que fue conducido prisionero a Elam, donde murió. El rey elamita puso en su lugar a Nergal-ushezib. No han quedado inscripciones de este monarca, aunque su nombre aparece en diversas fuentes babilónicas.

| Predecesor: Bel-ibni | Rey de Babilonia 699-694 a. C. | Sucesor: Nergal-ushezib |